# Assaad Said Mahassen
Assaad Said Mahassen (* 1909; nach 1963) war syrischer Diplomat und Außenminister.

## Leben und Wirken
Assaad Said Mahassen war der Sohn von Said Mahassen, der 1939 Finanzminister war. Er studierte Rechtswissenschaft und wurde Doktor der Rechte und Barrister. Im Jahre 1954 fungierte er als Justizminister. Vom 29. April 1955 bis 1957 war er Botschafter in Paris. Von 1958 bis zum 4. Januar 1961 war er Botschafter in Rabat. Vom 4. Januar 1961 bis zum 17. September 1962 war er Botschafter in Rom. Vom 17. September 1962 bis zum 9. März 1963 war er Außenminister in der Regierung von Chalid al-Azm.